# Strada statale 11 Padana Superiore
Die Strada statale 11 Padana Superiore (kurz SS 11) ist eine Staatsstraße in Norditalien. Es handelt sich um eine rund 430 Kilometer lange West-Ost-Verkehrsachse in der oberen Poebene (daher der Name Padana Superiore), die Turin über Mailand, Brescia und Verona mit Venedig verbindet und dabei durch die Regionen Piemont, Lombardei und Venetien führt. Bei Verona kreuzt sich die SS 11 mit der Brennerstaatsstraße SS 12. Letztere verbindet Mitteleuropa mit der Toskana.
Der Unterhalt der zum Teil sechsstreifigen Fernstraße wurde im Jahr 2001 von der italienischen Straßengesellschaft ANAS an die genannten Regionen übergeben, die sie zur Regional- oder Landesstraße herabgestuft haben.
Im Laufe des Jahres 2021 wurden die piemontesischen und lombardischen Abschnitte fast komplett (ausgenommen einige Abschnitte in bewohnten Zentren) wieder zur Staatsstraße erklärt und kehrten in die Verwaltung der ANAS zurück.